# Buložani
Buložani (cyr. Буложани) – wieś w Bośni i Hercegowinie, w Republice Serbskiej, w mieście Zvornik. W 2013 roku liczyła 304 mieszkańców.